# 宝蔵院流槍術

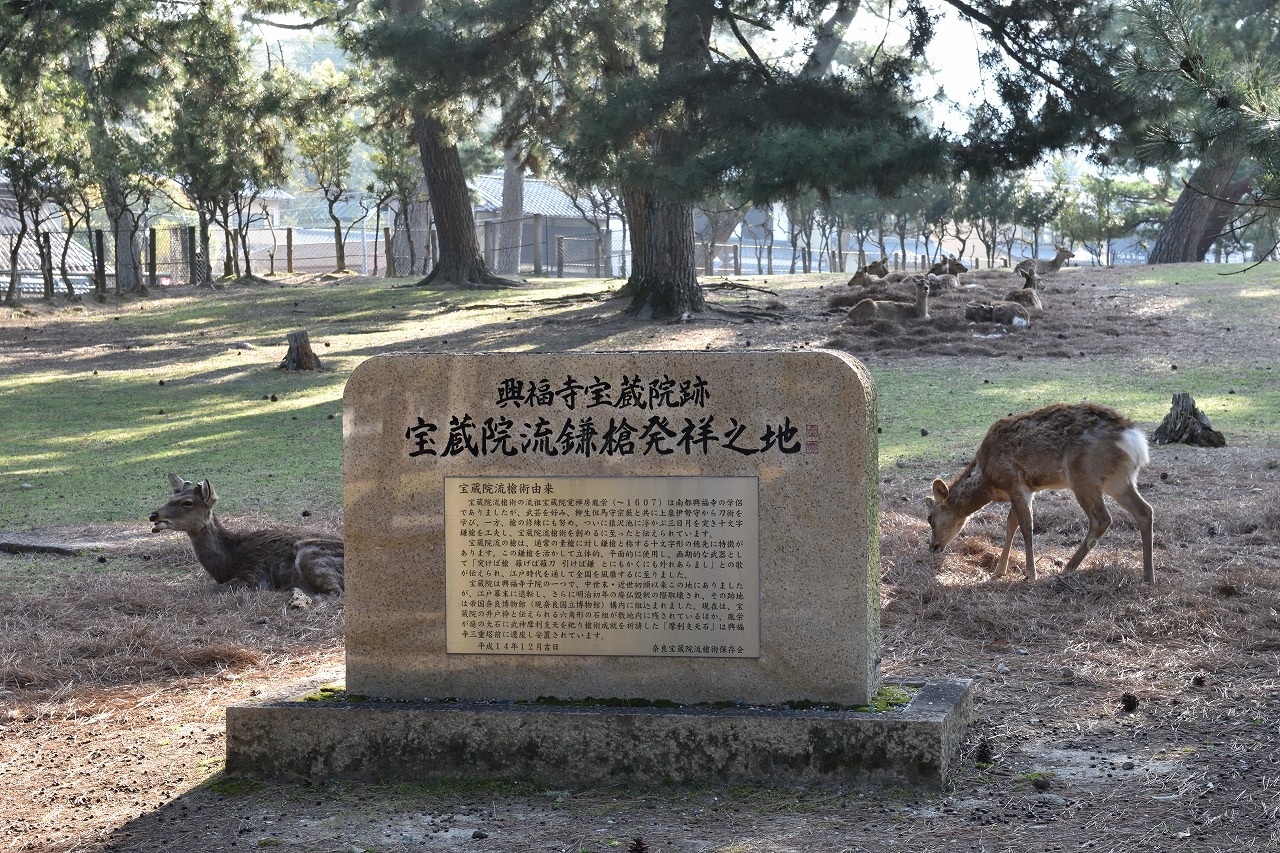
奈良国立博物館前に建つ宝蔵院流鎌槍発祥之地の顕彰碑。

宝蔵院流槍術（ほうぞういんりゅうそうじゅつ）とは、奈良の興福寺宝蔵院主胤栄が創始した十文字槍を使った槍術である。薙刀術も伝承していた。初代胤栄のあと、2代目胤舜、3代目胤清、4代目胤風とつづいた。
初代胤栄は、柳生とも親交があったと云われる。また、福島正則の家臣で勇猛な武将として知られる笹の才蔵こと可児吉長が初代胤栄に教えを請うた、とも云われる。
現在はほとんどの形などが失伝しており、宝蔵院流高田派の江戸に伝えられた系統のみが現存している。だが、この系統も全伝は現存せず、辛うじて残っていた「槍合わせの形」のみが伝えられ、薙刀術の形などは失伝している。
2017年から女性にも入門が許可され、2018年には初級の審査に合格者が出ている。

## 宝蔵院流槍術の分派
```
胤栄
┬
宝蔵院流中村派
─
宝蔵院流高田派

    ├
宝蔵院流松崎派
─
加来流

    ├
姉川流

    ├
法蔵院流
（宝蔵院流長谷川派）
    └
胤舜
─
宝蔵院流礒野派
─
宝蔵院流下石派
─
宝蔵院流旅川派
```

## 宝蔵院流槍術の登場する作品
宮本武蔵を主役とする作品において、武蔵の決闘の相手として胤舜や高田吉次が登場することが多い。小説では『魔界転生』、漫画では『バガボンド』『ゴクウ』がある。『シグルイ』では徳川家の槍術指南として宝蔵院流槍術を習得した人物が登場する。「忠臣蔵」（赤穂事件）にからんだ架空の人物である俵星玄蕃は、宝蔵院流の天下無双の槍の名人であるとされる。このことは、三波春夫の名曲「元禄名槍譜 俵星玄蕃」の前口上でも紹介されている。　
司馬遼太郎の短編集『新選組血風録』の「槍は宝蔵院流」では、新選組七番組組長の谷三十郎が宝蔵院流槍術の使い手として登場している。
『赤胴鈴之助』には宝蔵院流槍術の使い手、岳林坊が登場する。